# Resistenza periferica totale
In fisiologia, la resistenza periferica totale o RPT è la somma di tutte le resistenze regionali a livello della circolazione sistemica che devono essere superate dall'eiezione ventricolare sinistra. La resistenza periferica totale è utilizzata nei calcoli della pressione sanguigna, del flusso sanguigno e della funzione cardiaca.
Al contrario, la resistenza alla circolazione polmonare è rappresentata dalla resistenza vascolare polmonare o RVP, e non è inclusa nel calcolo dell'RPT.

## Misurazione
La RPT è calcolata matematicamente utilizzando la seguente formula: 

R = ΔP/Q
dove
- R è RTP
- ΔP è la variazione di pressione attraverso la circolazione sistemica dall'inizio, immediatamente dopo l'eiezione dal ventricolo sinistro) alla fine, l'ingresso nell'atrio destro
- Q è il flusso attraverso il sistema vascolare, pari alla gittata cardiaca

In altre parole:
Resistenza periferica totale = (pressione arteriosa media - pressione venosa) / gittata cardiaca